# Jaap Smit (schaatser)
Jaap Smit (5 juli 1985) is een Nederlandse voormalig marathonschaatser die ook actief was in het langebaanschaatsen. Hij reed onder andere voor de Topdivisie-ploegen BCT, Groenehartsport.nl en De Uithof.
Smit won bij de heren B, heren A en in de eerste divisie telkens een wedstrijd. Hij werd meermaals beloond voor zijn aanvalslust met een benoeming tot rijder van de dag. Op de langebaan deed hij twee keer mee aan de 5000m op de Nederlandse kampioenschappen afstanden. In 2009 werd hij 18e en in 2011 15e, in persoonlijke records.
Smit is lid van ijsvereniging Leiden. Jaap, zijn broer Thijs Smit en hun ploeggenoten Joost Juffermans en Bert van Buren stopten in 2012 met topsport. Hierna boekte Jaap Smit van 2014 tot 2017 als C-rijder nog zeven overwinningen in het 6-Banentoernooi.

## Persoonlijke records
| Afstand      | Tijd     | Datum             | Baan       |
| ------------ | -------- | ----------------- | ---------- |
| 500 meter    | 41,79    | 28 maart 2004     | Den Haag   |
| 1000 meter   | 1.18,41  | 27 september 2008 | Erfurt     |
| 1500 meter   | 2.05,30  | 28 november 2004  | Den Haag   |
| 3000 meter   | 4.19,77  | 11 december 2004  | Den Haag   |
| 5000 meter   | 6.37,15  | 5 november 2010   | Heerenveen |
| 10.000 meter | 15.22,71 | 24 maart 2003     | Heerenveen |

## Resultaten langebaan
| Jaar | Soort wedstrijd | Afstand | Tijd    | Plaats |
| ---- | --------------- | ------- | ------- | ------ |
| 2009 | NK              | 5000m   | 6.38,19 | 18e    |
| 2011 | NK              | 5000m   | 6.37,15 | 15e    |